# Kaufland
Kaufland [ˈkaʊ̯flant] è una catena di ipermercati tedesca, facente parte dello Schwarz Gruppe.

## Storia
Nel 1977 Dieter Schwarz prese la guida della compagnia alla morte del padre Joseph, che aveva trasformato la Lidl da commercio all'ingrosso di frutta tropicale a leader nei supermercati alimentari tedeschi. Nel 1984 aprì il primo negozio Kaufland a Neckarsulm, che era la sede centrale della compagnia dal 1972. Dopo le riunificazione Kaufland si è velocemente espansa fino a diventare leader nei Länder che avevano fatto parte della Germania Est. Nel 1998 venne aperto il primo negozio all'estero, in Repubblica Ceca, seguirono la Slovacchia (2000), Polonia e Croazia (2001), Romania (2005) e Bulgaria (2006).
Nel novembre 2016, la società madre di Kaufland ha presentato domanda per i marchi Kaufland in Australia. Nel settembre 2019, Kaufland ha annunciato l'intenzione di aprire 20 negozi in Australia. Nel gennaio 2020, Kaufland ha annunciato che avrebbe lasciato l'Australia, due anni dopo l'acquisto del primo negozio e sei mesi dopo l'inizio dei lavori nel suo centro di distribuzione. Aveva investito circa 310 milioni di euro e assunto oltre 200 membri del personale ma non ha mai aperto un negozio. Inizialmente si prevedeva che i primi negozi aprissero nel 2019, ma la data di lancio era poi stata posticipata al 2021.
Il 26 settembre 2019 sono stati aperti i primi due negozi moldavi nella capitale Chișinău. La costruzione del quarto negozio moldavo è iniziata il 23 luglio 2020, nella città meridionale di Comrat.

## Attività
La catena gestisce oltre 1.200 negozi in Germania, Repubblica Ceca, Slovacchia, Polonia, Romania, Bulgaria, Croazia e Moldavia. Il 22 gennaio 2020, Kaufland ha annunciato di aver abbandonato i suoi piani di aprire negozi in Australia.